# Hembygdspartiet
Hembygdspartiet (HbP), senare Konservativa partiet, var ett svenskt politiskt parti grundat i april 1995 som en utbrytning ur Sverigedemokraterna. Grundare var Leif Zeilon, som brutit med Sverigedemokraterna i samband med att Mikael Jansson valdes till partiledare, och Leif Larsson som tidigare varit ledare för Nordiska rikspartiets "riksaktionsgrupp" och Föreningen Sveriges Framtid. Även veteranen Sven Davidson anslöt sig till det nya partiet, och till ordförande valdes Tommy Rydén. 
År 1997 ändrades namnet till Konservativa partiet, eftersom det redan fanns ett parti som hette Hembygdspartiet. 1998 uppmärksammades partiet då man inlett ett valsamarbete med Ny demokrati under ledning av John Bouvin, vilket bidrog till att Bouvin avsattes från posten som partiledare. Konservativa partiet, som hade mellan 200 och 300 medlemmar, fick 163 röster (0,36 %) i kommunvalet i Huddinge kommun 1998 och avregistrerades året därpå.

## Ideologi
Trots att bägge grundarna hade ett förflutet inom nazistiska organisationer förnekade man att Konservativa partiet hade sådana kopplingar. Leif Larsson benämnde partiet som "patriotiskt", men det klassades som nazistiskt av Expo. Partiet önskade skapa en bild av sig själva vilken var skild ifrån nazistiska influenser och ansåg sig likna partiet Tyska folkunionen. Sakfrågor som drevs var totalstopp för flyktingar från andra världsdelar och aktiv återflyttning för dem som redan kommit till Sverige.
Partiets symbol var en så kallad hagalruna och dess budskap sammanfattades på klistermärken och affischer med paroller såsom Stoppa invandringen-Bevara Sverige Svenskt, Rasblandning? Nej tack! och Inga moskéer i Sverige!. Partiet hade även en tidning vid namn Grindvakten.